# Oscars oratoriekör
Oscars oratoriekör är en av sammanlagt sex körer inom Oscars församling i Stockholm. Kören bildades i början av 2007 som resultat av en större omdaning av samtliga körer inom Oscars församling där bland annat Olaus Petri Kammarkör upplöstes. Repertoaren är avancerad med betoning på kör och instrument. Kören leds för närvarande av Hanna Sandman.

## Övriga körer i Oscars församling
- Oscars barnkörer: dirigent Hanna Sandman.
- Oscars ungdomskör: dirigent Pär Olofsson.
- Oscars motettkör: dirigent Pär Olofsson.
- Oscars stämmor: blandad kör, dirigent Hanna Sandman.
- Oscars kyrkokör: blandad kör för sångare över 65 år.